# Bobo (demon)

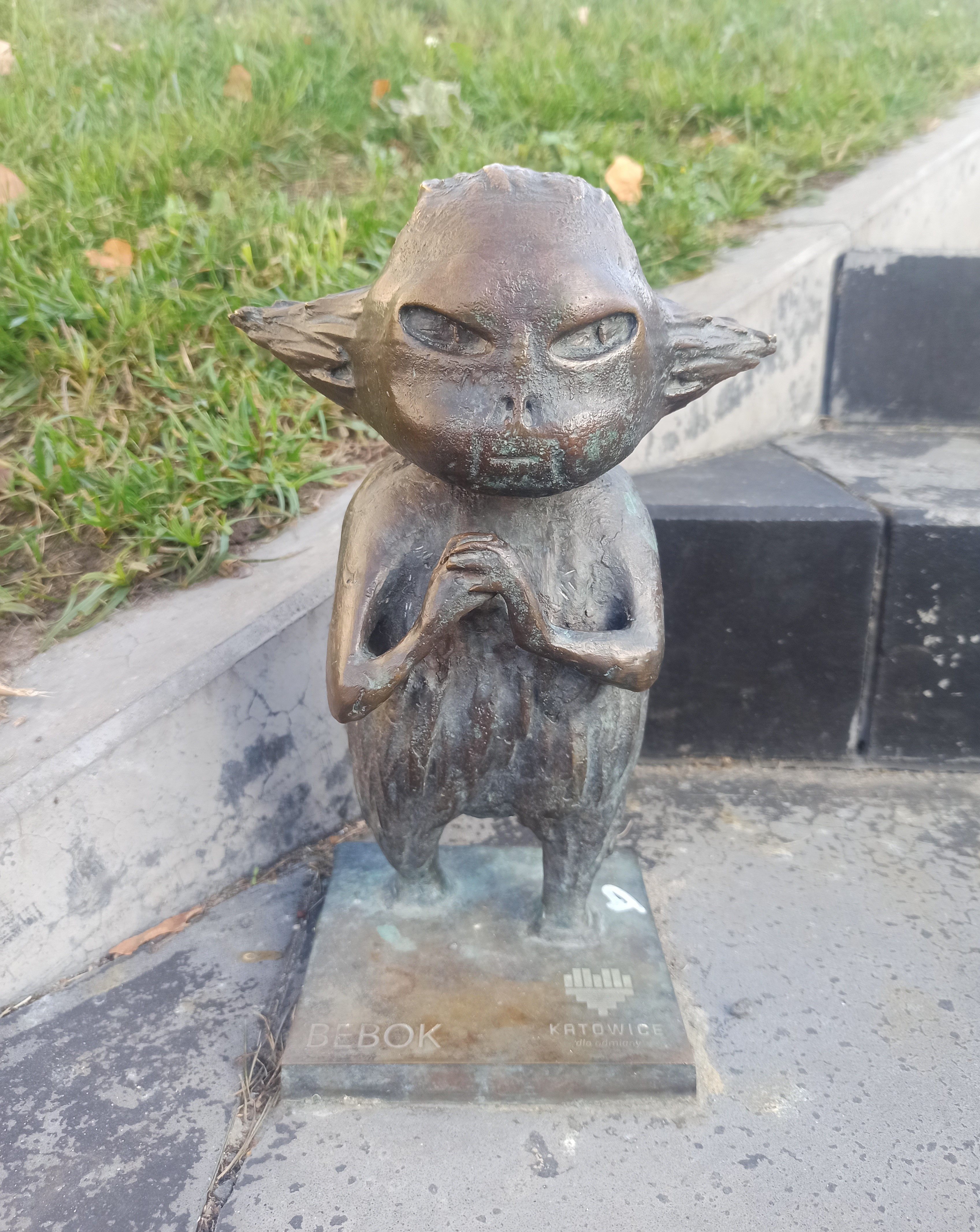
Bebok, rzeźba w Katowicach

Bobo – nadprzyrodzona istota z polskiego folkloru, prawdopodobnie demon z wierzeń słowiańskich. Innymi nazwami tej istoty są: bobok (Wielkopolska, Małopolska), babok (Kujawy), bebok (Śląsk), bobek, bobik (Kraj morawsko-śląski). 

## Historia
W polskich wierzeniach ludowych bobo był małą, brzydką i złośliwą istotą, którą straszono dzieci w celu ich zdyscyplinowania. Wzmianka o bobie znajduje się w pochodzącej z początku XVII wieku Peregrynacji dziadowskiej – według niej bobo miał bić dzieci i czynić w domu różne szkody. Można go było przebłagać ofiarą z żywności. 
Relikty tych wierzeń zachowały się jeszcze w XIX wieku (odnotował je m.in. Oskar Kolberg); w Wielkopolsce i Małopolsce straszono dzieci powiedzeniem: „cicho bądź, bo cię bobok weźmie”, albo „jak nie bydzies jád, to cie bebák zjé”. Bohdan Baranowski cytuje dwa utwory ludowe traktujące o bobie; w Puszczy Sandomierskiej znana była kołysanka:

Dodo moje, dodo 
Ścigało mnie bobo 
Ręce, nogi miało 
Ukochać mnie chciało

zaś w okolicach Olkusza:

Pójdźmy Jasiu oba 
Nie bójmy się boba 
Bo bobo malutkie 
Zbijemy go oba

We współczesnej kulturze do postaci boba nawiązuje zespół Formacja Nieżywych Schabuff w piosence pt. Baboki. Stanowią one także motyw dla grupy niewielkich rzeźb terenowych na terenie Katowic, zgrupowanych w ramach Szlaku Katowickich Beboków.